# ウージェーヌ・コラッシュ

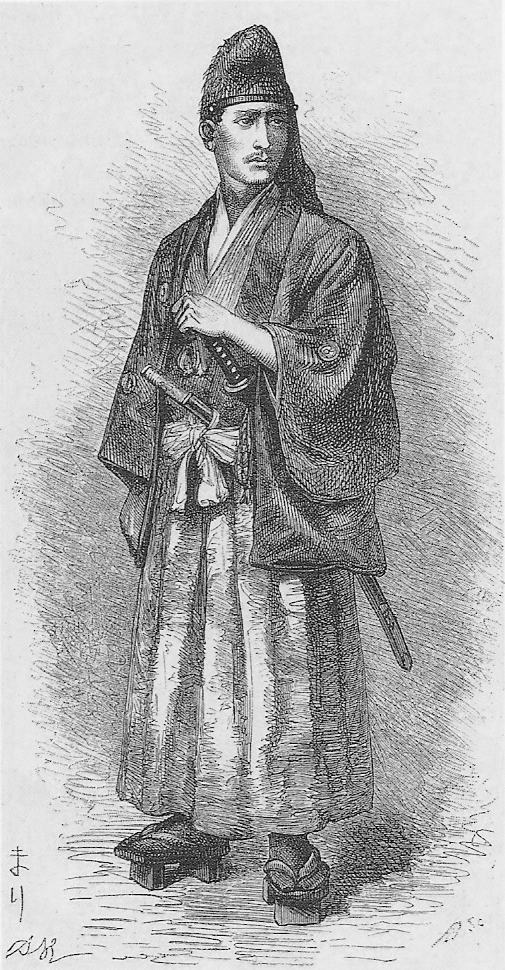
侍姿のウージェーヌ・コラッシュ

ウージェーヌ・フェリックス・コラッシュ（Eugène Félix Collache、1847年10月29日 - 1883年10月25日）は、フランス、ペルピニャン出身の19世紀のフランス海軍の士官。フランス東洋艦隊のミネルヴァに士官候補生として乗艦していたが、横浜停泊中に友人のアンリ・ニコールと共に脱走してジュール・ブリュネに合流し、戊辰戦争を幕府側に立って戦った。

## 戊辰戦争

### 横浜脱出

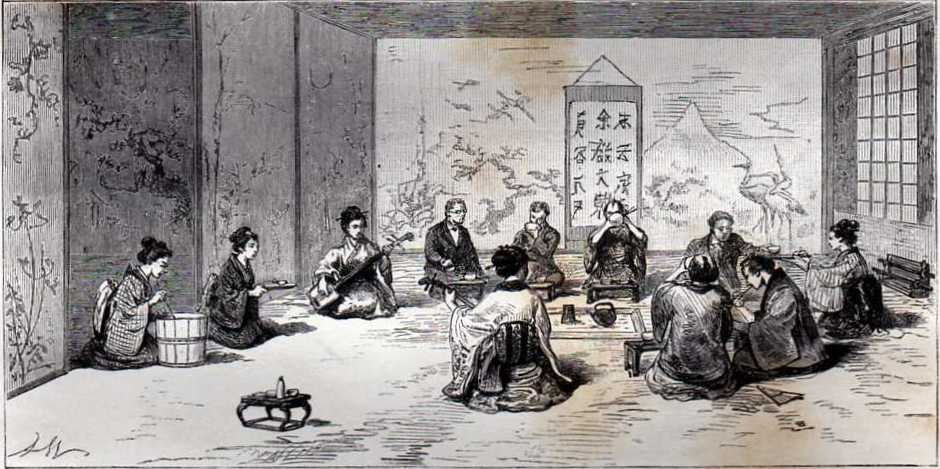
弘前藩の家老と対面するコラッシュ

1868年11月29日（明治元年10月16日）、コラッシュとニコールは、スイス人実業家がチャーターした民間船ソフィー・エレネに乗り、横浜を離れた。2人のフランス人は、まず仙台藩領の鮫浦湾に到着し、そこで新政府軍が既に奥羽越列藩同盟の諸藩を制圧しており、旧幕府軍は北海道に脱出していることを知った（1868年11月15日（10月2日）に蝦夷共和国が設立されている）。2人はさらに北に向かい、弘前藩では暖かく迎えられたが、ちょうど入港してきた米国船の乗員から2人に対する逮捕命令が出ていることを聞いた。そこで彼らはこの米国船に乗り、北海道へと渡った。1868年から1869年にかけての冬の間、コラッシュは箱館を取り巻く火山の稜線に防御線を敷くことに従事した。この間、ニコルは海軍を組織していた。

### 宮古湾海戦
蝦夷共和国は幕府海軍の主力艦を率いており、海軍力では新政府軍を上回っていた。しかし最大の軍艦開陽丸を事故で失い、さらに新政府軍が装甲艦甲鉄を入手したため、後に力関係は逆転している。このため、ニコールの発案で宮古湾に停泊中の甲鉄を奪取する作戦が立てられ、ブリュネと総裁・榎本武揚がこれを承認した。
コラッシュは古川節蔵が艦長を務める高雄に乗艦した。海軍奉行荒井郁之助が、旗艦回天（甲賀源吾艦長）で指揮を取り、蟠竜（松岡磐吉艦長）を加えた3隻が作戦に投入された。回天にはニコールが乗り組み、また蟠竜には元フランス海軍のクラトーが乗り込んだ。1869年5月2日（明治2年3月21日）箱館出航、艦隊は悪天候に遭遇し、高雄は機関故障、蟠竜ははぐれてしまった。結局蟠竜は作戦には参加できず、箱館へと戻った。

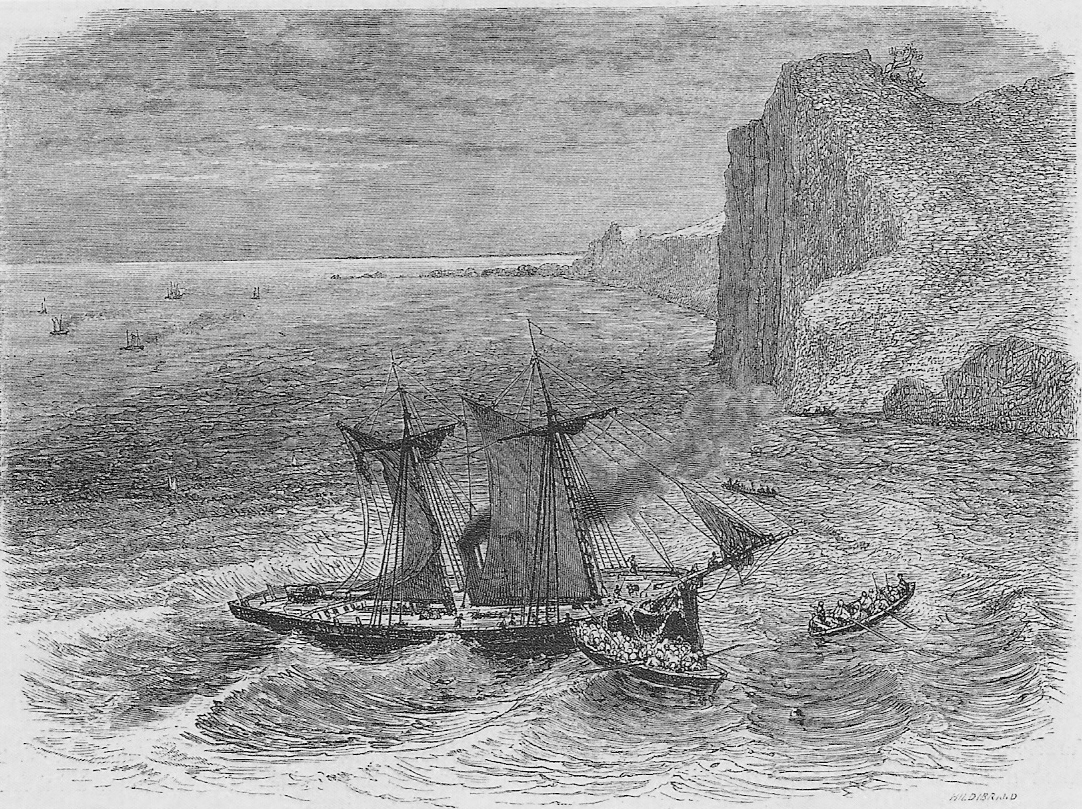
座礁した高雄

5月6日（3月25日）、回天は米国国旗を掲げて宮古湾に侵入した。機関故障の高雄は3ノット以上の速力が出せなかったため、回天が先行した。回天は甲鉄に接近し、米国国旗の代わりにすぐさま幕府海軍の日章旗を掲げて接舷すると、先発隊が甲鉄の甲板に飛び降り、斬り込んでいった。しかし、甲鉄はガトリング砲などで反撃、ニコールも負傷した。さらに周囲にいた新政府軍艦船も次第に戦闘態勢が整い、回天は敵艦に包囲されて集中砲撃を浴びるに至る。甲賀源吾は戦死。形勢不利と見た荒井郁之助が作戦中止を決め、自ら舵を握って甲鉄から船体を離し、回天は宮古湾を離脱した。ちょうどそのとき、高雄が宮古湾に入ってきた。速度の出ない高雄は新政府艦隊から逃げ切れず、そのまま座礁した。

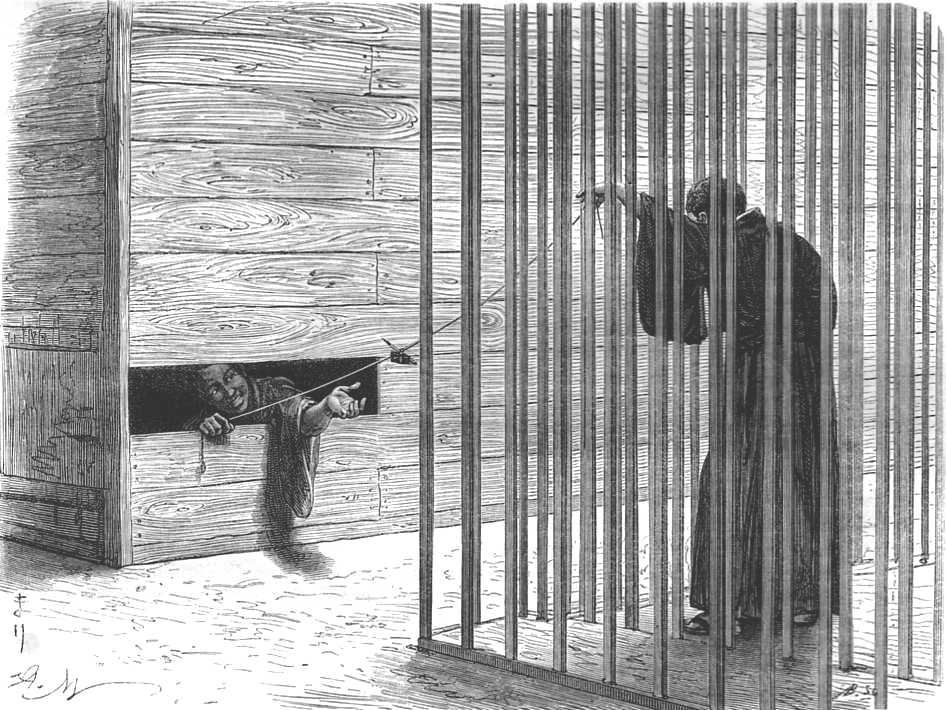
江戸で入牢したコラッシュ

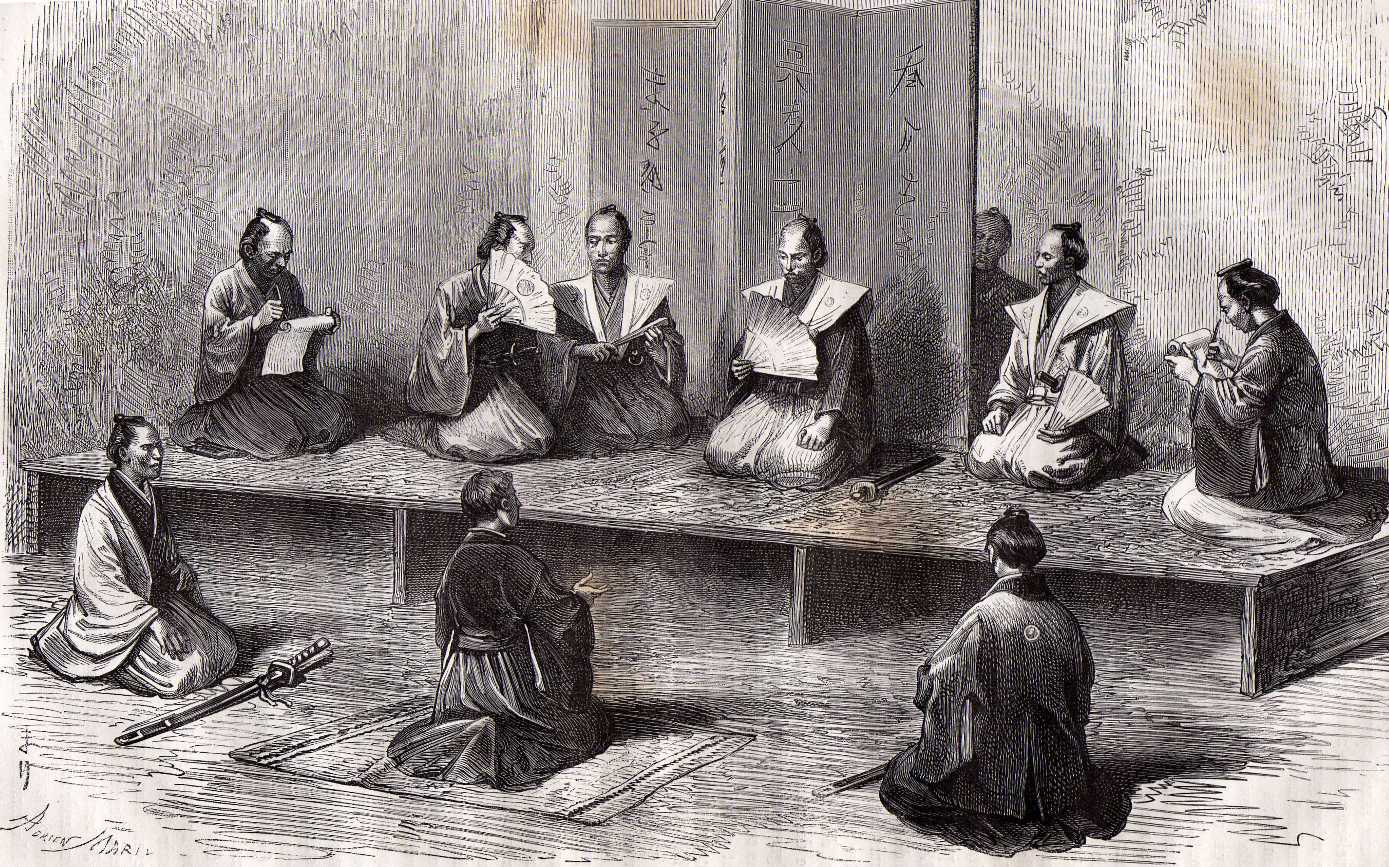
江戸でのコラッシュの裁判

高雄の乗組員は上陸し山に逃れようとしたが、コラッシュも含め数日後に新政府軍に投降した。コラッシュは江戸に護送されそこで投獄され、裁判の結果死刑を言い渡されたが、後に釈放されている。その後箱館戦争に参加したブリュネらフランス軍事顧問団の脱走兵らと共に、横浜でフランスのフリゲートに乗せられ、日本から追放された。
この冒険の間コラッシュは、和服を着用していた。日本の侍たちの何人かが洋式の軍服を着用していたのとは対照的であった。
| 「 | このような形でヨーロッパ人が日本を移動するのは初めてのことであった。皆が私の姿を一目見ようとやってきた。しかし髭のない日焼けした顔と和服のため、私をヨーロッパ人とは思わず、代わりに髭を生やして海軍の軍服を着用していた日本人士官をヨーロッパ人と間違えたようであった | 」 |

## 帰国後
フランスに帰国後、コラッシュは脱走兵としてフランス海軍を退官させられた。しかし罪は軽く、普仏戦争にはニコールと共に陸軍の兵士として参加した。
1874年に「日本での冒険 1868 - 1869」("Une aventure au Japon 1868-1869")を出版した。

## 参考
- Eugène Collache "Une aventure au Japon", in "Le Tour du Monde" No77, 1874（日本語訳は、「フランス人の幕末維新」M. ド・モージュ、アルフレッド ウェット、ウジェーヌ コラッシュ著、市川慎一、榊原直文訳、有隣堂（1996年）、ISBN 978-4896601350）